# الاداگری
الاداگری (به انگلیسی: Aladageri) یک منطقهٔ مسکونی در هند است که در کارناتاکا واقع شده‌است.